# Нікітін Василь Олександрович
Васи́ль Олекса́ндрович Нікі́тін (1868, Полтава — 1942, Бєлгород) — український громадський діяч, дворянин, юрист, педагог, перекладач, подвижник української культури, перший голова єлисаветградської «Просвіти».

## Життєпис
Василь Нікітін народився 1868 року в Полтаві в родині помічника бухгалтера Полтавського земства — росіянина за походженням і українки, яка походила з родини службовців.
Коли передчасно 1880 року померла його мати, батько, важко переживаючи її смерть, переїхав до Вязьми. Тож гімназію Василь закінчив у Вязьмі.
1891 року закінчив юридичний факультет Московського університету. Ще під час навчання в Москві 1887 року познайомився з виступами трупи М. Л. Кропивницького, а 1888 року під час перебування в Новоукраїнці познайомився з Марком Лукичем особисто і з тих пір підтримував з ним товариські стосунки.
По закінченні університету почав працювати в Смоленську, згодом у Вязьмі, міським суддею в Гжатську.
1903 року його було переведено до Єлисаветграда на посаду члена окружного суду.
1911—1917 років працював міським нотаріусом.
В Єлисаветграді В. Нікітін став справжнім подвижником української культури. Працюючи нотаріусом, він почав організовувати у себе вдома літературно-музичні зустрічі, які називали журфіксами. На цих зустрічах бували донька композитора М. В. Лисенка Галина Лисенко-Шило з чоловіком Костем Шилом, молодий Г. Нейгауз, М. Кропивницький, М. Заньковецька, П. Саксаганський, Ю. Тобілевич, Ю. Мейтус, О. Олесь.
З оприлюднених 1917 року жандармських архівів стало відомо, що В. Нікітін як «український соціаліст» числився неблагонадійним. З того ж 1917 року він стає лектором української мови на заводах, в установах політпросвіти, викладає українську мову та літературу в школах і технікумах, а згодом організовує єлисаветградську «Просвіту» і стає її першим головою.
1917 року у нього вдома збиралися зацікавлені в розвитку української культури люди, такі як М. Левитський, О. Михалевич, К. Шило, актори трупи І. Мар'яненка, Л. Ліницька, М. Петлішенко, В. Верховинець та ін.
Під час голоду 1921 року він переїхав до Любомирки, де завідував трудовою школою Новоукраїнського району. Працював у Добровеличківці, де викладав українську мову й правознавство. Там від голоду померла його дружина Наталія Олександрівна Шапошникова.
1923 року повернувся до Єливетграда, де почав працювати викладачем української мови (зокрема, в Єлисаветградській сільгоспшколі). Згодом в радянські часи займався краєзнавчою діяльністю, переклав українською мовою спогади Олександра Тарковського про революційний рух, писав на тему історії українського театру в Єлисаветграді. Став секретарем філії Музичного товариства імені Миколи Леонтовича.
1929 року у жовтні Василь Олександрович був заарештований за підозрою в начебто зв'язках з контрреволюціонерами. При обшуку у нього було вилучено книги української тематики. 1930 його вислали до Казахстану на 3 роки як члена «підпільної організації СВУ», хоча винним себе не визнав.
Не отримавши дозволу жити в УРСР, оселився неподалік від Бєлгорода у середньої доньки, де й помер у червні 1942 року.

## Родина
Дружина — Наталія Олександрівна Шапошникова, померла 1921 року в Добровеличківці.
Син Юрій Нікітін — театральний режисер, учень Леся Курбаса (був репресований).
Син Фауст Нікітін — радянський вчений-генетик, лауреат Державної премії СРСР.
Донька Тетяна Нікітіна-Станіславська — актриса, режисер, педагог.
Доньки Ніна (1899 р.н.) й Марія (1901 р.н.) були вчителями (остання мешкала в Любомирці, Добровеличківці)..

## Пам'ять
Його ім'ям названа вулиця в Кропивницькому.